# Handball-Europameisterschaft 2008/Ungarn
In diesem Artikel wird die ungarische Männer-Handballnationalmannschaft bei der Europameisterschaft 2008 in Norwegen behandelt.

## Qualifikation
→ Siehe Handball-Europameisterschaft 2008 

## Mannschaft

### Kader
| Nr.                           | Name                          | Verein                        | LS/Tore (vor EM)              | Spiele                        | Tore                          |                               | Zeitstrafen                   |                               |
| Torhüter (% gehaltener Bälle) | Torhüter (% gehaltener Bälle) | Torhüter (% gehaltener Bälle) | Torhüter (% gehaltener Bälle) | Torhüter (% gehaltener Bälle) | Torhüter (% gehaltener Bälle) | Torhüter (% gehaltener Bälle) | Torhüter (% gehaltener Bälle) | Torhüter (% gehaltener Bälle) |
| ----------------------------- | ----------------------------- | ----------------------------- | ----------------------------- | ----------------------------- | ----------------------------- | ----------------------------- | ----------------------------- | ----------------------------- |
| 1                             | Nenad Puljezević              | SC Szeged                     | 10 / 0                        | 6                             | (34 %)                        | -                             | -                             | -                             |
| 12                            | Nándor Fazekas                | VfL Gummersbach               | 132 / 1                       | 6                             | (38 %)                        | -                             | -                             | -                             |
| Feldspieler                   |                               |                               |                               |                               |                               |                               |                               |                               |
| 3                             | Ferenc Ilyés                  | KC Veszprém                   | 84 / 196                      | 6                             | 28                            | 4                             | 3                             | -                             |
| 5                             | Gábor Császár                 | Viborg HK                     | 72 / 198                      | 6                             | 13 / 2                        | -                             | -                             | -                             |
| 6                             | Tamás Mocsai                  | TBV Lemgo                     | 78 / 190                      | 6                             | 15 / 7                        | 1                             | 2                             | -                             |
| 7                             | Gyula Gál                     | KC Veszprém                   | 126 / 305                     | 5                             | 10                            | 1                             | 3                             | -                             |
| 8                             | Gergő Iváncsik                | KC Veszprém                   | 121 / 274                     | 6                             | 24 / 8                        | 1                             | -                             | -                             |
| 9                             | Tamás Iváncsik                | KC Veszprém                   | 41 / 102                      | 4                             | 11                            | 1                             | -                             | -                             |
| 15                            | Szabolcs Törő                 | Dunaferr SE                   | 33 / 57                       | 4                             | 5                             | -                             | -                             | -                             |
| 17                            | Balázs Laluska                | Ademar León                   | 89 / 143                      | 6                             | 14                            | 2                             | 5                             | -                             |
| 18                            | Kornél Nagy*                  | KC Veszprém                   | 21 / 31                       | 1                             | 1                             | -                             | -                             | -                             |
| 19                            | László Nagy                   | FC Barcelona                  | 106 / 404                     | 6                             | 28                            | 4                             | 3                             | -                             |
| 20                            | Péter Gulyás*                 | KC Veszprém                   | 14 / 41                       | 1                             | 2                             | -                             | -                             | -                             |
| 21                            | Gábor Herbert                 | SC Szeged                     | 32 / 21                       | 6                             | 1                             | 2                             | 3                             | -                             |
| 22                            | Gábor Grebenár                | Dunaferr SE                   | 22 / 17                       | 2                             | 1                             | -                             | 1                             | -                             |
| 23                            | Nikola Eklemović              | KC Veszprém                   | 0 / 0                         | 6                             | 11                            | 1                             | 1                             | -                             |
| 25                            | Szabolcs Zubai                | Dunaferr SE                   | 38 / 48                       | 6                             | 7                             | -                             | 1                             | -                             |
|                               |                               | Gesamt                        | 1019 / 2028                   | 6                             | 176 / 17                      | 17                            | 22                            | -                             |
| Trainer/Betreuer              |                               |                               |                               |                               |                               |                               |                               |                               |
|                               | László Skaliczky              |                               | Trainer                       |                               |                               |                               |                               |                               |
|                               | József Farkas                 |                               | Co-Trainer                    |                               |                               |                               |                               |                               |

* nach der Vorrunde nachnominiert/gestrichen (K. Nagy/Gulyás)

## Vorrundenspiele (Gruppe C)
In der Vorrunde trifft die ungarische Mannschaft auf Belarus, Deutschland und Spanien.

### Spanien 28:35 (12:14) Ungarn
(17. Januar, in Bergen, Haukelandshallen)
SPA: José Javier Hombrados, José Manuel Sierra – Rubén Garabaya (8), Iker Romero (7), Albert Rocas (4/1), Mariano Ortega (4), Juan García (2), Alberto Entrerríos (1), David Davis (1), Ion Belaustegui (1), Asier Antonio, Julen Aguinagalde, Raúl Entrerríos, José María Rodríguez
UNG: Nenad Puljezević, Nándor Fazekas – László Nagy (7), Ferenc Ilyés (7), Tamás Iváncsik (5), Gábor Császár (4), Gyula Gál (4), Tamás Mocsai (2/1), Balázs Laluska (2), Gergő Iváncsik (2), Nikola Eklemović (1), Szabolcs Zubai (1), Szabolcs Törő, Gábor Herbert

### Ungarn 24:28 (12:13) Deutschland
(19. Januar, in Bergen, Haukelandshallen)
UNG: Nenad Puljezević, Nándor Fazekas – Tamás Mocsai (4), Balázs Laluska (4), Ferenc Ilyés (4), Gyula Gál (3), Gábor Császár (3/2), László Nagy (3), Péter Gulyás (2), Nikola Eklemović (1), Szabolcs Zubai, Szabolcs Törő, Gergő Iváncsik, Gábor Herbert
DEU: Henning Fritz, Johannes Bitter – Torsten Jansen (5), Markus Baur (5/4), Pascal Hens (4), Sebastian Preiß (3), Holger Glandorf (3), Florian Kehrmann (3), Andrej Klimovets (2), Michel Kraus (2), Christian Zeitz (1), Lars Kaufmann, Oliver Roggisch, Dominik Klein

### Ungarn 31:26 (18:16) Belarus
(20. Januar, in Bergen, Haukelandshallen)
UNG: Nenad Puljezević, Nándor Fazekas – Gergő Iváncsik (9/4), László Nagy (9), Nikola Eklemović (4), Tamás Iváncsik (3), Gábor Császár (2), Gábor Grebenár (1), Balázs Laluska (1), Gyula Gál (1), Ferenc Ilyés (1), Tamás Mocsai, Szabolcs Zubai, Gábor Herbert
BLR: Wital Feschtschanka, Andrej Krajnou – Andrej Kurtschau (7), Iwan Brouka (6/1), Barys Puchouski (5), Sjarhej Harbok (3), Jury Hramyka (3), Maxim Babitschau (1), Wassil Astrouski (1), Maxim Karschakewitsch, Aljaxej Wassiljeu, Aljaxej Ussik, Uladsimer Klimawez, Aljaxandr Zitou

## Hauptrundenspiele (Gruppe II)
In der Hauptrunde trifft die ungarische Mannschaft auf Island, Frankreich und Schweden.

### Ungarn 27:27 (16:14) Schweden
(22. Januar in Trondheim,  Trondheim Spektrum)
UNG: Nenad Puljezević, Nándor Fazekas – Gergő Iváncsik (8/2), Ferenc Ilyés (5), Balázs Laluska (3), László Nagy (3), Tamás Mocsai (2/1), Tamás Iváncsik (2), Gábor Császár (2), Szabolcs Zubai (1), Gyula Gál (1), Nikola Eklemović, Gábor Herbert, Gábor Grebenár
SWE: Tomas Svensson, Dan Beutler – Marcus Ahlm (8), Kim Andersson (5/1), Dalibor Doder (4), Jan Lennartsson (4), Martin Boquist (3), Oscar Carlén (1), Johan Petersson (1), Henrik Lundström (1), Robert Arrhenius, Jonas Källman, Magnus Jernemyr 

### Ungarn 28:36 (16:16) Island
(23. Januar in Trondheim,  Trondheim Spektrum)
UNG: Nenad Puljezević, Nándor Fazekas – Tamás Mocsai (6/5), László Nagy (5), Balázs Laluska (4), Tamás Iváncsik (3), Gergő Iváncsik (2/2), Gábor Császár (2), Ferenc Ilyés (2), Nikola Eklemović (1), Szabolcs Zubai (1), Szabolcs Törő (1),  Gyula Gál (1), Gábor Herbert
ISL: Birkir Ívar Guðmundsson, Hreidar Guðmundsson – Snorri Guðjónsson (11/1), Guðjón Valur Sigurðsson (6/2), Ólafur Stefánsson (5/1), Róbert Gunnarsson (5), Alexander Petersson (4), Hannes Jón Jónsson (2), Logi Geirsson (2), Ásgeir Örn Hallgrímsson (1), Bjarni Fritzson, Sverre Andreas Jakobsson, Vignir Svavarsson, Sigfús Sigurðsson

### Ungarn 31:28 (15:11) Frankreich
(24. Januar in Trondheim,  Trondheim Spektrum)
UNG: Nenad Puljezević, Nándor Fazekas – Ferenc Ilyés (9), Nikola Eklemović (4), Szabolcs Zubai (4), Szabolcs Törő (4), Tamás Iváncsik (3), Gergő Iváncsik (3), Kornél Nagy (1), Tamás Mocsai (1), Gábor Herbert (1), László Nagy (1), Balázs Laluska, Gábor Császár 
FRA: Yohann Ploquin, Daouda Karaboué – Fabrice Guilbert (6/1), Cédric Paty (5), Sébastien Ostertag (4), Christophe Kempe (3), Luc Abalo (3/2), Daniel Narcisse (3), Nikola Karabatić (2/2), Olivier Girault (1), Jérôme Fernandez (1), Bertrand Gille, Guillaume Gille, Didier Dinart